# Вольцифер, Анатолий Николаевич
Анатолий Николаевич Вольцифер (1918—1996) — советский инженер-конструктор, создатель ракетно-космической техники, участник осуществления запуска Первого в Мире искусственного спутника Земли — космического аппарата «Спутник-1» (1957),  кандидат технических наук (1957). Лауреат Ленинской премии (1957).

## Биография
Родился 25 апреля 1918 года в городе Белёв, Тульской области в семье служащих.

### Образование
С 1940 по 1945 год обучался в Московском высшем техническом училище имени Н. Э. Баумана по окончании которого получил специальность инженер-механика.

### В ОКБ-1 — НПО «Энергия» и участие в создании ракетно-космической техники
С 1946 года на научно-исследовательской работе в Специальном конструкторском бюро НИИ-88 (с 1950 года — ОКБ-1, с 1966 года — Центральное конструкторское бюро экспериментального машиностроения, с 1974 года — НПО «Энергия»), работал в должностях с 1946 по 1966 год — инженер-конструктор, руководитель группы и сектора, заместитель начальника и начальник отдела, работал под руководством С. П. Королёва. С 1966 по 1985 год — заместитель руководителя и  руководитель комплекса монтажа арматуры, двигателей и трубопроводов для ракетно-космической техники.
А. Н. Вольцифер внёс весомый вклад в создание первых отечественных геофизических ракет для геофизических высотных исследований и их модификаций, в том числе первой такой ракеты «Р-1А», баллистических ракет дальнего действия, в том числе многоступенчатой межконтинентальной баллистической ракеты «Р-7» на ракетах-носителях которой были запущены искусственные спутники Земли, в том числе первый в Мире космический аппарат «Спутник-1». А. Н. Вольцифер был организатором работ по созданию и отработке арматуры для двигательных установок ракеты-носителя сверхтяжёлого класса «Н-1», космических разгонных блоков семейства «Д» и «ДМ» космического ракетного комплекса «Н1-Л3», предназначенного для полёта на Луну советских космонавтов. А. Н. Вольцифер являлся руководителем работ в области разработки
пневмогидросистем для изделий ракетно-космической техники, включая пневмогидросистемы  ракеты-носителя сверхтяжёлого класса  «Энергия» по космической программе «Энергия — Буран».
18 декабря 1957 года «закрытым» Постановлением ЦК КПСС и СМ СССР «За успешное осуществление запуска Первого в Мире искусственного спутника Земли космического аппарата «Спутник-1» с живым существом на борту» А. Н. Вольцифер был удостоен Ленинской премии.
17 июня 1961 года Указом Президиума Верховного Совета СССР За успешное выполнение специального задания Правительства по созданию образцов ракетной техники, космического корабля-спутника "Восток" и осуществление первого в мире полёта этого корабля с человеком на борту А. Н. Вольцифер был награждён орденом Ленина.
Скончался 1 октября 1996 года в Москве, похоронен на Ново-Деревенском кладбище в городе Пушкино.
Московской области.

## Награды
- два Ордена Ленина (1956, 1961)
- Орден Октябрьской Революции (1971)

### Премии
- Ленинская премия (18.12.1957)[1][3][4][2][5]